# ブレイク・ミッチェル (ポルノ男優)
ブレイク・ミッチェル (Blake Mitchell、1994年8月14日 －）はアメリカ合衆国のゲイポルノ男優。ケンタッキー州ベルサイユ出身。

## 経歴
性的嗜好はバイセクシャルを自認している、異性愛者向けのポルノ作品ではなくゲイ・ポルノを選んだ理由としてストレート向けの作品に男優として出演するよりももっとお金が稼げることを理由として挙げている。

## 受賞
| 年   | 賞              | 結果 | 部門                                 | 作品         | 脚注  |
| ---- | --------------- | ---- | ------------------------------------ | ------------ | ----- |
| 2020 | GAYVNアワード   | 受賞 | フェイバリット・ボディ賞             |              | [ 3 ] |
| 2021 | GRABBYSアワード | 受賞 | ベスト・デュオ賞（レオ・グランドと） | Boys At Play | [ 4 ] |